# 近鉄西信貴鋼索線
西信貴鋼索線（にししぎこうさくせん）は、大阪府八尾市の信貴山口駅から高安山駅までを結ぶ近畿日本鉄道（近鉄）の鋼索鉄道（ケーブルカー）線。西信貴ケーブルとも呼ばれる。

## 概要
信貴山朝護孫子寺へ大阪府側からのルートの一部。かつては、東信貴鋼索線が東側にあり、信貴山と信貴山下駅を結んでいたが、廃止されて奈良交通バスに代替された。
信貴山朝護孫子寺へは、山上の高安山駅からさらに近鉄バスに乗り継ぐが、1944年の一時廃止前まで「山上鉄道線」（信貴山急行電鉄）として平坦線用の電車が走っていた。山上線の跡地は道路に転用されてバスが運行され、現在は信貴生駒スカイラインの一部を構成している。
この路線には2箇所の踏切がある。一般人が横断できる踏切を持つケーブルカーは全国的にも当路線と同じく近鉄の生駒鋼索線の2路線だけである。
なお、運賃は鋼索線特有の特殊運賃が適用され、他線区から乗り継ぐ場合は信貴山口駅で運賃計算を打ち切り、鋼索線と他線区の運賃を合算する。乗車券の磁気化は行われておらず、自動改札機も無い。以前は自動券売機でパールカードが使えたが現在は使えない。スルッとKANSAIの導入もされなかった。そのため信貴山口駅のケーブルカー乗り場入口にはスルッとKANSAIなどはこの駅で一旦精算する必要がある旨の掲示がある。なお、スルッとKANSAIの3Day・2Dayチケットは提示で利用が可能であった。なお、2015年8月1日よりPiTaPaやICOCAなどの交通系ICカードが利用可能となった。

### 路線データ
- 路線距離（営業キロ）：1.3 km
- 路線距離（水平距離）：1263m
- 方式：単線2両交走式
- 軌間：1067mm
- 駅数：2駅（起終点駅含む）
- 高低差：354m
- 最大勾配：480‰（約25°38′）
- 最緩勾配：169.5‰（約9°37′）

全線、大阪統括部の管轄である。

## 運行形態
2020年3月現在の運行間隔は始発・最終を除き40分毎で、所要時間は7分。運行時間帯は平日・土休日ともに9時台 - 17時台となっている。
2010年3月19日のダイヤ変更以前は日中も30分毎であったが連絡する信貴線の運転間隔変更に伴い間延びする格好となった。さらに2013年3月17日のダイヤ変更により、運行時間帯が平日・土休日ともに7時台 - 18時台と大幅に縮小された。
2013年以前の運行時間帯は平日が6時台 - 22時台、土休日が7時台 - 21時台。土休日ダイヤでは平日ダイヤよりも始発が2本分遅く、最終が2本分早く合計で運行本数が4本少ないが、それ以外の部分については平日ダイヤと土休日ダイヤでの差異は無かった。
信貴山朝護孫子寺への西側のルートである故、大晦日から元旦にかけての終夜運転も信貴線と共に毎年のように行われており、ここ最近では概ね30分間隔で運行、信貴線と連絡するダイヤが組まれている。時刻については近鉄の公式ホームページでも紹介されている。
高安山では近鉄バス信貴山上線に連絡し信貴山（信貴山門）へ行くことができる。かつては全列車に接続していたが、2010年3月のダイヤ変更以降は8時から18時前後の運行に削減され、鋼索線が2013年3月のダイヤ変更で上記のように削減されてからは、朝の1本を除く残り全ての列車にバスが接続するようになった。なお、終夜運転時にはバスも鋼索線と連絡して運行する。

## 使用車両

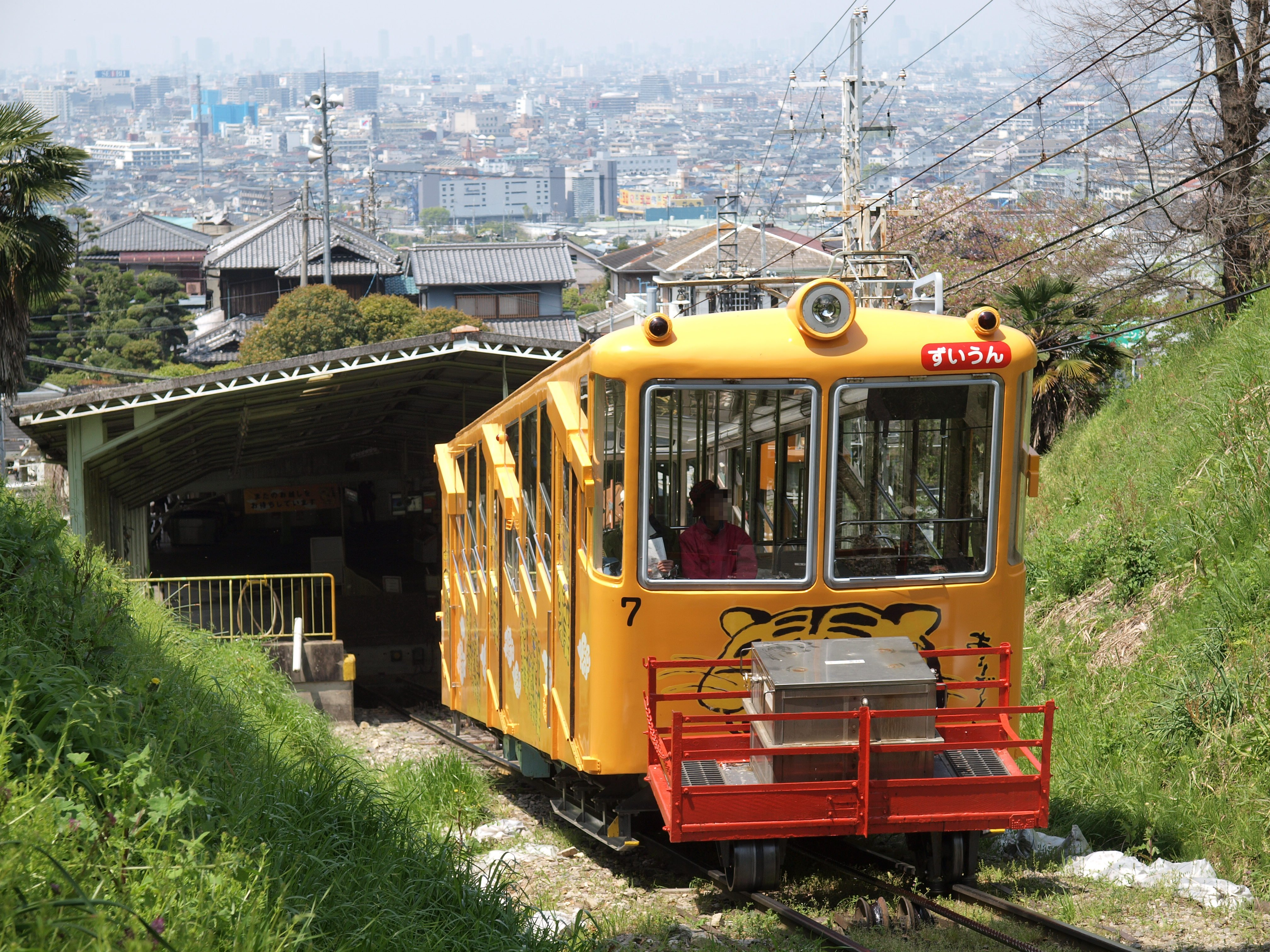
コ7形「ずいうん」とコニ7形貨車
（2010年4月）

コ7形2両が在籍。1957年の再開時に日立製作所で製造された車両で「ずいうん」「しょううん」という愛称がついている。車番は落成当時の生駒鋼索線の続番となっており、「ずいうん」が7で「しょううん」が8である。展望のため天井の下半分が透明になっており、車体には信貴山の守り神である寅の絵が描かれている。
なお、コ7形にはコニ7形と称する1トン積の貨車が山上側に連結可能になっている。コニ7形は生駒鋼索線の車両で使われている荷台と異なり、車籍も持っていて、れっきとした車両として扱われている。コニ7形はコニ7とコニ8の2両が在籍しており、車体の色はコニ7は赤、コニ8は青となっている。コニ7形に積まれる荷物は主に水であり、これは高安山駅のトイレ などに使われる。コニ7形は通常は2両のうち1両のみが使用され、使用されないもう1両は高安山駅の車庫に収容されている。
2009年11月26日から12月18日の間にかけて、翌2010年の寅年を迎えることから平日を終日運休とした上で車体補修工事が行われ、塗装も変更された。この時に寅のイラストは金田石城が手がけた信貴山のイメージキャラクター「しぎとらくん」に一新された。山下側に「ようこそ信貴山へ」、山上側に「ありがとう」の文字が書かれている。なお、以前は山上で接続する近鉄バスの車両にも寅のイラストが描かれていたこともあった。
2021年には、6月16日から7月16日までと、8月17日から9月16日までの2回に分けて運休して車体補修工事が行われ、1957年から1987年まで纏っていた復刻塗装が施されて9月17日から運行している。
| コ7復刻塗装 |  | コ8復刻塗装 |
| コ7復刻塗装 |  | コ8復刻塗装 |

## 踏切
| 信貴山口第1号踏切 |  | 信貴山口第2号踏切 |
| 信貴山口第1号踏切 |  | 信貴山口第2号踏切 |

- 信貴山口第1号踏切（第1種甲・歩行者専用）
- 信貴山口第2号踏切（第3種・歩行者専用）

## 歴史
- 1930年（昭和5年）12月15日：信貴山電鉄が鋼索線 信貴山口駅 - 高安山駅間、山上鉄道線 高安山駅 - 信貴山門駅間を開業[9][10]。
- 1931年（昭和6年）10月29日：信貴山電鉄が信貴山急行電鉄に社名変更[11][12]。
- 1938年（昭和13年）8月1日 大阪電気軌道に運営を委託[13]。鋼索線を信急鋼索線、山上鉄道線を信急平坦線と称し、両線を信急線と総称[14]。
- 1944年（昭和19年）
  - 1月7日：信急鋼索線・信急平坦線が不要不急線として休止[13]、資材を供出。
  - 4月1日：近鉄の前身である関西急行鉄道が、鉄道事業を休止中の信貴山急行電鉄を合併[13]。
- 1957年（昭和32年）
  - 3月12日：信急平坦線廃止[15]（バス代替[16]）。
  - 3月21日：信急鋼索線を信貴鋼索線として運行再開[15][16]。
- 1964年（昭和39年）10月1日：信貴生駒電鉄の近鉄への合併に伴い、同社の持っていたケーブルカー路線を近鉄東信貴鋼索線と改称したことに伴い、当路線名も西信貴鋼索線と改称。
- 2022年（令和4年）
  - 8月6日：落雷により電気設備の故障が発生、この日から運休となる[17]。
  - 9月16日：始発から通常ダイヤで運転再開[18]。

## 駅一覧
- 全駅大阪府八尾市内に所在。

| 駅番号 | 駅名       | 営業キロ | 接続路線                     |
| ------ | ---------- | -------- | ---------------------------- |
| Z14    | 信貴山口駅 | 0.0      | 近畿日本鉄道：J 信貴線 (J14) |
| Z15    | 高安山駅   | 1.3      | 近鉄バス                     |